# Civrac-de-Blaye
Civrac-de-Blaye ist eine französische Gemeinde mit 791 Einwohnern (Stand: 1. Januar 2022) im Département Gironde in der Region Nouvelle-Aquitaine. Sie gehört zum Arrondissement Blaye und zum Kanton Le Nord-Gironde. Die Einwohner werden Civracais genannt.

## Geografie
Civrac-de-Blaye liegt am Moron, etwa 32 Kilometer nordnordöstlich von Bordeaux und 18 Kilometer östlich von Blaye. Umgeben wird Civrac-de-Blaye von den Nachbargemeinden Saint-Savin im Norden, Saint-Mariens im Nordosten und Osten, Cézac im Süden, Pugnac im Südwesten, Saint-Vivien-de-Blaye im Westen sowie Saint-Christoly-de-Blaye im Westen und Nordwesten.
Am Westrand der Gemeinde führt die Autoroute A10 entlang.

## Bevölkerungsentwicklung
| Jahr                       | 1962 | 1968 | 1975 | 1982 | 1990 | 1999 | 2011 | 2020 |
| Einwohner                  | 504  | 413  | 382  | 526  | 603  | 668  | 793  | 845  |
| Quellen: Cassini und INSEE |      |      |      |      |      |      |      |      |

## Sehenswürdigkeiten
- neoromanische Kirche Saint-Vivien aus dem 19. Jahrhundert

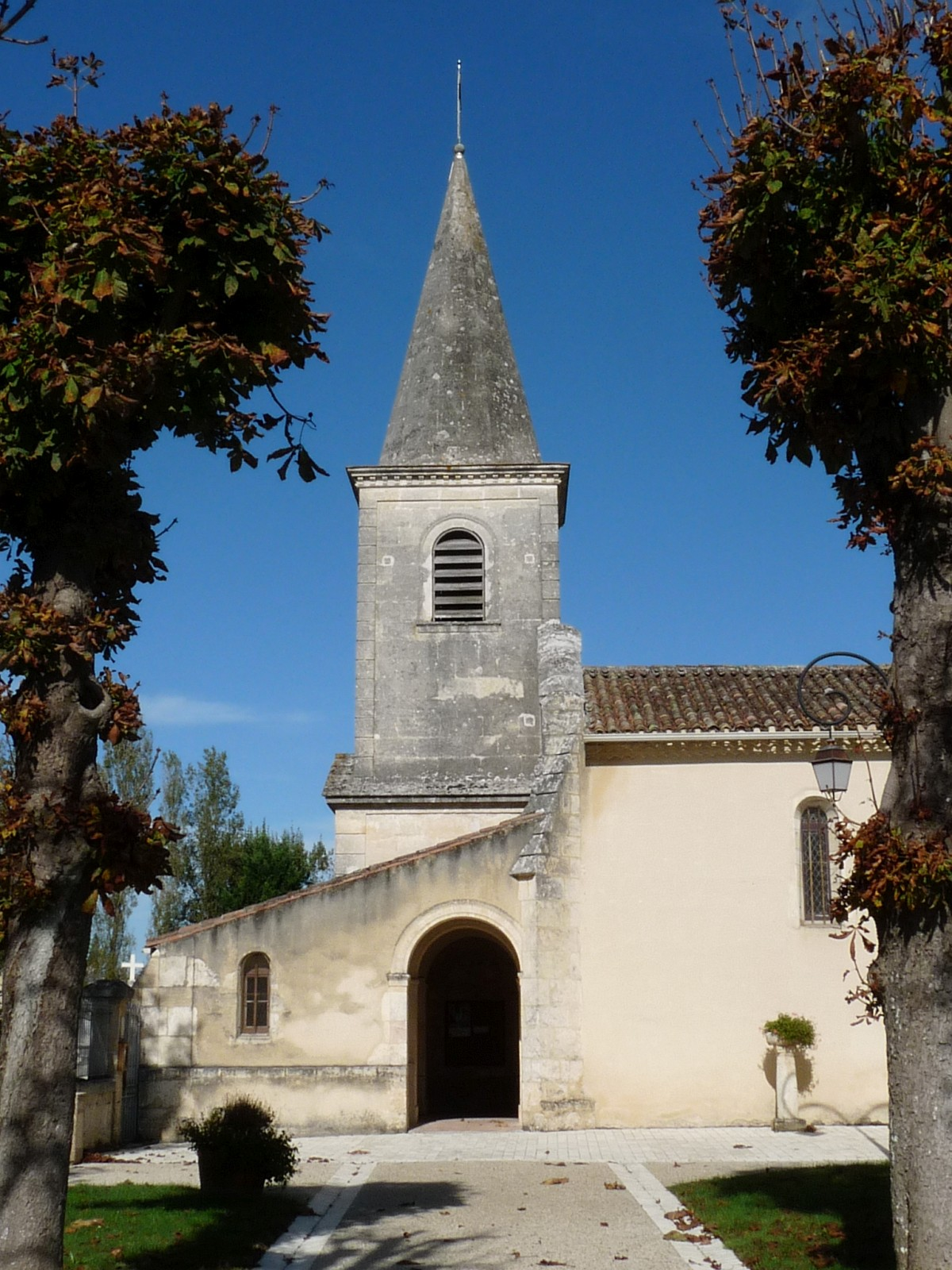
Kirche Saint-Vivien

- zahlreiche Bürgerhäuser